# Верхнее Песчаное
Верхнее Песчаное, Верхне-Песчаное — пресноводное озеро на территории сельского поселения Зареченск Кандалакшского района Мурманской области.

## Общие сведения
Площадь водоёма — 2 км², площадь водосборного бассейна — 76,4 км² (сюда также включены данные Средне-Песчаного озера). Располагается на высоте 120,9 метров над уровнем моря.
Форма озера лопастная, продолговатая: оно на пять километров вытянуто с юго-запада на северо-восток. Берега каменисто-песчаные, преимущественно возвышенные, скалистые.
Через водоём течёт река Каменная, впадающая в Ковдозеро, через которое протекает река Ковда, впадающая, в свою очередь, в Белое море.
В озере расположено около десятка небольших безымянных островов, рассредоточенных по всей площади водоёма, однако их количество может варьироваться в зависимости от уровня воды.
К юго-западу от водоёма проходит лесная дорога.
Населённые пункты вблизи водоёма отсутствуют.
Код объекта в государственном водном реестре — 02020000611102000001426.